# Angus L. Macdonald Bridge
Die Angus L. Macdonald Bridge ist die südliche der beiden mautpflichtigen Brückenverbindungen zwischen der Provinzhauptstadt von Nova Scotia Halifax mit Dartmouth. Die aufgehängte Länge der Hängebrücke beträgt 762,1 Meter. Die Halifax-Dartmouth Bridge Commission war für die Errichtung und ist heute noch für die Unterhaltung dieser und der nördlich gelegenen A. Murray MacKay Bridge zuständig. Die Brücke ist nach dem früheren Premierminister von Nova Scotia Angus Lewis Macdonald (1890–1954) benannt. 
Im Jahr 1999 wurde die Brücke modernisiert.  